# Vicente Villanueva
Vicente Villanueva (València, 1970) és un director i guionista de cinema amb una àmplia trajectòria en la realització de curtmetratges.
Va cursar els seus estudis de Direcció en l'Institut del Cinema de Madrid.

## Filmografia

### Llargmetratges realitzats
- Lo contrario al amor (2011)
- Nacida para ganar (2016)
- Toc Toc (2017)
- Sevillanas de Brooklyn (2021)
- El juego de las llaves (2022)
- La ternura (2023)

### Curtmetratges
- Meeting with Sarah Jessica (2013)
- La rubia de Pinos Puente (2009)
- Heterosexuales y casados (2008)
- Mariquita con perro (2007)
- Eres (2006)
- El futuro está en el porno (2005)
- Reina y mendiga (2004)
- Las últimas horas (2003)

## Televisió

### Sèries
- Señoras del (h)AMPA (2019-2021) emesa s Telecinco i Amazon Prime Video.
- Supernormal (2022) emesa a Movistar Plus+.

## Premis
- Lobo al millor guió per "El Futuro está en el porno" al Festival Internacional de Curtmetratges La Boca del Lobo 2005.
- Premi al millor curt de 35 mm de Mostra Cinema Valencià per "El Futuro está en el porno" a la XXVII edició de la Mostra de València.[4]
- Lobo al millor guió per "Mariquita con perro" al Festival Internacional de Curtmetratges La Boca del Lobo 2007.
- Segon premi per "Heterosexuales y casados" ciudad de Alcalá, Alcine 38. Festival de Cinema d'Alcalá de Henares 2008.[5]
- Premio especial del jurado al mejor corto por Heterosexuales y casados" en la 21 Semana de Medina del Campo 2008.